# ファンタスティック4:ファースト・ステップ
『ファンタスティック4:ファースト・ステップ』（原題：The Fantastic Four: First Steps）は、マーベル・コミックのスーパーヒーローチーム「ファンタスティック・フォー」をベースにした、2025年のアメリカ合衆国のスーパーヒーロー映画。
マーベル・スタジオが製作する「マーベル・シネマティック・ユニバース」の第37作目。
時代設定を1965年としているが、“アース828”が舞台であると示唆されている。チームが活動を始めたのは1961年であることが明かされている。

## あらすじ
『ファンタスティック4：ファースト・ステップ』の舞台はアース828。リードとスーは2年間にわたって子を望み、諦めていたところに奇跡的に初子を授かる。宇宙放射線を浴びてスーパーパワーの備わった2人の子とあって影響が懸念されたが、リードが注意深く検査したところ「普通の子」であるとわかる。
しかし、ギャラクタスによればこの赤ん坊はコズミック・パワーを持つ「呪われた子」。巨大な存在であるギャラクタスは異世界の出身で、飽くなき飢えに駆られて惑星の捕食を繰り返しており、次の標的として地球が選ばれる。彼らの赤子はその飢えを吸収できるほど強力な存在で、ギャラクタスはようやく休息できると考えた。このコズミック・ビーイングは、赤子を差し出せば地球は見逃すと告げる。
別の惑星でギャラクタスとの交渉を決裂させると、ファンタスティック・フォーは宇宙船エクセルシオールで危険な脱出を試みる。その船内でスーはシルバーサーファーに追われながらも子を出産し、フランクリンと名付ける。地球に帰還後、それまでスーパーセレブだった一同は、ギャラクタスと合意に至らなかったことについて世間から激しいバッシングを受けることに。スーは、「世界のために子を犠牲にしない、子のために世界を犠牲にしない」と宣言し、人々からの理解を取り戻す。
一方、ギャラクタスは着々と地球に接近していた。リードは試作中のテレポート装置を使って地球ごと宇宙の果てに移動し、ギャラクタス到来まで数百万年の猶予を得る作戦を発案。全世界の協力を経てついに決行となるが、シルバーサーファーの妨害によって失敗に終わってしまう。
続いてファンタスティック・フォーは、地球を動かすのではなく、おびき寄せたギャラクタスを宇宙の果てに転送するという新たな奇策に思い至る。フランクリンを“おとり”に使うという大きなリスクをおかしながら、ついにギャラクタスをニューヨークに到着させた。周辺の人民は、スーの伝手によってモールマンことハーヴェイ・エルダーの統治する地下帝国サブタレイニアに避難する。
対ギャラクタスの決死作戦は、事前にジョニー・ストームとのやり取りによって善と使命を取り戻したシルバーサーファーの思わぬ介入もあって成功する。スーが死力を尽くしてサイコキネシスでギャラクタスの巨体をワームホールに押し込んだのだ。ここでスーは我が子を守るため、出産時すら上回る苦痛を伴う力を出し切り、絶命する。このようにして本作は、“母の強さ”を通じて家族の絆を全面に押し出す。
愛する家族を失ったリード、ベン・グリム、ジョニーは悲しみに暮れるが、赤ん坊のフランクリンがスーの胸の上に落ち着くと、母親の瞳に宇宙の光が宿って息を吹き返す。
ファンタスティック・フォーは再び世界の救世主となり、テッド・ギルバード司会のテレビ番組出演に挑む。しかし出番の直前になって、4人の腕時計型通信機に非常事態のアラートが。早速出動しようとしたところ、リード、ベン、ジョニーの3人はファンタスティカーへのチャイルドシートの取り付けに手こずってしまうのだった。たくましい戦いぶりで世界を救ったファミリーの男3人が、揃いも揃って単純作業に手こずる様子を、母スーは我が子を抱いて愉快そうに見つめる。。

## 登場人物・キャスト

### ファンタスティック4
リード・リチャーズ / ミスター・ファンタスティック
演 - ペドロ・パスカル、日本語吹替 - 子安武人
ファンタスティック4のリーダー。4年前の宇宙での事故により全身をゴムのように自由自在に伸ばすことができる身体となる。
スー・ストーム / インビジブル・ウーマン
演 - ヴァネッサ・カービー、日本語吹替 - 坂本真綾
ジョニーの姉でチームのメンバー。事故により力場を発生させ、透明になる力を得る。本作の冒頭で妊娠が判明し、宇宙でのミッション中に出産することとなる。
ジョニー・ストーム / ヒューマン・トーチ
演 - ジョセフ・クイン、日本語吹替 - 林勇
スーの弟でチームのメンバー。事故により全身に炎を纏い飛行できる身体となる。
ベン・グリム / ザ・シング
演 - エボン・モス＝バクラック、日本語吹替 - 岩崎正寛
元宇宙飛行士でチームのメンバー。事故により人間の姿から全身に岩のようなものを纏った姿となり、驚異的な怪力を発揮出来る。
H.E.R.B.I.E.（ハービー）
声 - マシュー・ウッド
ミッション中はチームのメンバーをサポートし、プライベートでは家事などをこなすロボット。

### ヴィラン
シャラ・バル / シルバーサーファー
演 - ジュリア・ガーナー、日本語吹替 - 上田麗奈
ギャラクタスの使者で、彼の食料となる惑星を探すべく宇宙を駆けるサーファー。かつては惑星ゼン＝ラ出身の異星人だったがギャラクタスに惑星の安全を約束させる代わりに、全身が金属のようなもので出来た姿となった。
ギャラクタス
演 - ラルフ・アイネソン、日本語吹替 - 楠大典
巨大な宇宙船で移動しながら全ての惑星を喰らいつくそうとする宇宙的存在（コズミック・ビーイング）。スーの息子・フランクリンを狙い地球に降り立ち、ファンタスティック4の前に立ちはだかる。

### その他の登場人物
フランクリン・リチャーズ
演 - エイダ・スコット
宇宙でのミッション中に誕生したスーの息子。実は、ある超能力を持っている。
ハーヴェイ・エルダー / モールマン
演 - ポール・ウォルター・ハウザー、日本語吹替 - かぬか光明
かつてファンタスティック4と交戦したヴィランであり地底国“サブタレイニア”の国王。現在は協力関係にある。
テッド・ギルバート
演 - マーク・ゲイティス、日本語吹替 - 高桑満
トーク番組『The Ted Gilbert Show』の司会者。
リン・ニコルズ
演 - サラ・ナイルズ、日本語吹替 - 鷄冠井美智子
フューチャー財団のスタッフ。
レイチェル・ロズマン
演 - ナターシャ・リオン、日本語吹替 - 小若和郁那
学校の教師でベンの友人。
ヴィクター・フォン・ドゥーム / ドクター・ドゥーム
演 - ロバート・ダウニー・Jr.、日本語吹替 - なし
ミッドクレジットシーンに登場。本作の出来事の4年後、4歳となったフランクリンの子育てをしていたスーが目を離していた隙に突然銀の仮面を手に持ち現れる。

#### ゲスト出演
ファンタスティック4に感謝する市民
演 - アレックス・ハイド＝ホワイト
演 - レベッカ・スターブ
演 - ジェイ・アンダーウッド
演 - マイケル・ベイリー・スミス

#### ゲスト吹替
ベンに茶々を入れる通行人A
声 - せいや（霜降り明星）
スーの様子を気にかける店員A
声 - 中務裕太（GENERATIONS from EXILE TRIBE）
ファンタスティック4へ感謝の意を表する車の男
声 - KAIRYU（MAZZEL）

## 製作
2024年7月末に撮影開始。日米共に2025年7月25日に同時公開予定。